# Timbro
Timbro är en svensk marknadsliberal tankesmedja och bokförlag. I sin nuvarande form grundades Timbro 1978 av Sture Eskilsson och Svenska Arbetsgivareföreningen (SAF), föregångare till Svenskt Näringsliv. Sedan 2003 finansieras Timbros verksamhet av Stiftelsen Fritt Näringsliv. Stiftelsen fick 2013 ett förnyat anslag från Svenskt Näringsliv. Timbro ser som sin uppgift att verka för rätten att utforma sitt eget liv, att valfrihet är viktigare än ekonomisk jämlikhet och att politikens makt över människor och företag behöver minska.
Timbro bedriver även de fyra politiska utbildningarna Stureakademin, Digitala Akademin, Reformakademin och Basakademin.

## Historia
Timbro grundades i sin ursprungliga form som bokförlag av affärsmannen Ernfrid Browaldh. Namnet Timbro är sammansatt från Browaldhs två barn, Tore och Ing-Marie. Senare donerade Browaldh förlaget till Näringslivets fond.
Det skulle dröja till 1970-talet innan Timbro blev en tankesmedja. Många verksamma inom SAF var bekymrade över att ett flertal politiska reformer som upplevdes som ett hot mot marknadsekonomin genomförts. Sture Eskilsson, då verksam vid avdelningen för samhällsinformation på SAF, förklarade detta med att det intellektuella momentumet låg hos vänstern, där gruppen Unga filosofer var aktiv och dominerande i opinionsbildningen. I ett PM till SAF:s direktion 1971 presenterade Eskilsson en plan för hur man skulle ta tillbaka makten över dagordningen. I PM:et argumenterar Eskilsson för att SAF borde ägna mer resurser åt den opinionsbildande verksamheten och han redogör för hur dessa resurser ska användas bäst för att påverka opinionen. De intellektuella pekas ut som en central målgrupp. Eskilsson skriver bland annat att ”[vänstervågen] knappast skulle ha varit möjlig utan de insatser som gruppen ’Unga Filosofer’ [gjort]”. SAF:s direktion gick på Eskilssons linje och tillförde extra resurser till den opinionsbildande verksamheten.
Nyheten om att SAF ville utöka sin opinionsbildning fick stor uppmärksamhet. Den 28 augusti 1971 skrev Arbetet i Malmö, en av landets ledande socialdemokratiska dagstidningar om ett ”Hemligt dokument i SAFstyrelsen – så ska vänstervridningen stoppas”. En intensiv debatt uppstod om näringslivets opinionsbildning. I FIB/Kulturfront skrev Jan Guillou och Peter Bratt under rubriken ”SAF:S HEMLIGA PM: Hur arbetsköparna vill styra våra åsikter” att: ”…dokumentet redogörs för erfarenheterna hittills när det gäller att styra opinionsbildningen i Sverige och anges riktlinjer för den närmaste framtiden.” PM:et har kommit att ses som en viktig brytpunkt för den svenska samhällsdebatten men det öppna genomslaget för Eskilssons strategi var under 70-talet ganska begränsat.
Så småningom (1978) utmynnade Sture Eskilssons plan i att den opinionsbildade verksamheten flyttades över från SAF till bokförlaget Timbro, och därmed var Timbro som en tankesmedja fött. Syftet med flytten var att skapa en utifrån sett självständig plattform med bättre grogrund för intellektuell diskussion: deltagare och arrangemang skulle inte behöva framstå som direkt handplockade av SAF. I samband med detta ordnade Eskilsson finansiering för Timbro från Näringslivets Fond vilket skapade ytterligare ett mellanled för att minska intrycket av kopplingar till SAF.

I boken Hatets och illviljans kolportörer (Timbro, 2012) skriver Lars Anders Johansson om denna tid. Bokens titel kommer från ett tal av Olof Palme på Svenska Metallindustriarbetareförbundets kongress 1981:
"Jag tror efter de studier vi gjort är [det] korrekt att säga att Arbetsgivareföreningens propagandister i mycket framstår som hatets och illviljans kolportörer mot svensk arbetarrörelse". 
Johansson tecknar i sin bok bilden av en organisation som väckte mycket stark antipati och misstänksamhet. I boken nämns aggressivt kritiska artiklar som skrevs om Sture Eskilsson. I riksdagen rådde enligt Johansson en likadan stämning och Vänsterpartiet Kommunisternas C.-H. Hermansson frågade Ingvar Carlsson vad denne tänkte göra åt Sture Eskilsson.
Tankesmedjans främsta fokus kom att ligga på att påverka den offentliga debatten och det politiska språket på olika sätt. Detta skedde bland annat genom bokutgivning, utbildning och rapportskrivande. År 1983 var man med och arrangerande en demonstration som samlade 75 000 i Stockholm den 4 oktober i en protest mot Löntagarfonderna, men just demonstrationer ägnade tankesmedjan inte något större fokus åt i övrigt. Istället var det bokutgivning, idéspridning och påverkan riktad mot massmedia och ledarsidor som var dess främsta fokus. Under 1980-talet satsade man stort på bokutgivning och mer skönlitterära böcker såsom ”Operation Garbo” gavs ut, detta i syfte att medial uppmärksamhet skulle spridas även till mer ideologiska arbeten.
Under 1980-talet ägde Timbro utbildningsinstitutionen City Universitetet, som drev ekonomutbildningar. Institutionen, som lades ner 2001, ägde bokförlaget City University Press, där Anders Borg under 1990-talet publicerade två debattskrifter.
Timbro publicerade tidigare varje vecka webbtidningen smedjan.com, länge även papperstidning Smedjan. Den lades ned 2005, med Carl Rudbeck som dess siste redaktör. Ansvarig utgivare var Cecilia Stegö Chilò. Webbtidningen återupptog sin verksamhet 2017.

## Verksamhet
Timbro förlag har en omfattande utgivning med alltifrån liberala klassiker till aktuell svensk och internationell idédebatt. På senare år har förlaget publicerat böcker av borgerliga profiler som Fredrik Segerfeldt, Mattias Svensson och Johan Lundberg, men även av personer som Lena Andersson, Erik Hörstadius och Katrine Marcal. Timbro har även en omfattande utgivning av svenska översättningar av internationella författare, t.ex. Deirdre McCloskey, Friedrich Hayek, Milton och Rose Friedman och Ayn Rand.
Timbro ger utöver böcker även ut rapporter och briefing papers inom ramen för en handfull programområden: Arbetsmarknad, Europa, Integration, Skatter, Välfärd samt Ideologi.
Utöver opinionsbildning erbjuder Timbro flera utbildningar. Stureakademin, en ettårig idé- och skribentutbildning som ges sedan 2003, är Timbros äldsta utbildning och syftar till att ge unga personer ökad inblick i och förståelse för ideologi och politik.
Reformakademin är en utbildning där deltagarna får lära sig både praktisk ekonomisk politik och nationalekonomisk forskning som är relevant för den ekonomisk-politiska debatten.
Digitala Akademin är en utbildning som riktar sig till unga personer med liberala och borgerliga värderingar som vill lära sig mer om digital kommunikation.
Därutöver arrangerar Timbro Sommarsmedjan som är ett sexveckorsprogram under sommaren som ger unga personer inom borgerligheten en möjlighet att utvecklas som researchers och rapportförfattare.
Timbro rankades av University of Pennsylvania som en av världens hundra främsta tankesmedjor. I rankingen för 2017 som presenterades i början av 2018 fick Timbro plats 88. Bland de 7 800 tankesmedjor som ingår i rakningen finns endast två med från Sverige. Timbro har även rankats på plats 38 bland västeuropeiska tankesmedjor i konkurrens med bland annat Chatham House, Amnesty International och World Economic Forum. Timbro rankades som Sveriges mest inflytelserika tankesmedja 2020 av Affärsvärlden.

### Personer verksamma vid Timbro
- Andreas Johansson Heinö, förläggare
- Fredrik Kopsch, chefsekonom
- Alexandra Ivanov Hökmark, biträdande chef
- Svend Dahl, chefredaktör Smedjan
- Catarina Starfelt, rektor för Stureakademin

### Personer som varit verksamma vid Timbro
Se även: Kategori:Personer verksamma vid Timbro
Verkställande direktörer genom åren:
- Sture Eskilsson, 1978–1981
- Mats Svegfors, 1981–1982
- Kjell-Erik Sellin, 1983–1988
- Mats Johansson, 1988–1995
- Odd Eiken, 1995
- P.J. Anders Linder, 1996–2000
- Mattias Bengtsson, 2000–2004
- Cecilia Stegö Chilò, 2005–2006
- Maria Rankka, 2006–2010
- Markus Uvell, 2010–2014
- Karin Svanborg-Sjövall, 2014–2020
- Benjamin Dousa, 2020–2023
- P.M. Nilsson, 2023–

Många som är verksamma i det svenska näringslivet och som ofta medverkar i samhällsdebatten har arbetat på Timbro, däribland Johan Norberg, Johnny Munkhammar, Eva Cooper, Lars Anders Johansson, Thomas Idergard, Fredrik Segerfeldt, Mattias Svensson, Sara Skyttedal och Johan Ingerö. Gunnar Hökmark, Ulf Kristersson och Filippa Reinfeldt är exempel på moderata politiker som har arbetat på tankesmedjan.